# Iberville
 Iberville era una città del Canada, nella regione di Montérégie della provincia del Québec. Nel 2002, Iberville si è fusa con la vicina Saint-Jean-sur-Richelieu, insieme a molte altre città e villaggi limitrofi.